# Medicine Head
Medicine Head est un groupe de blues rock britannique – initialement un duo – actif dans les années 1970. Leur plus gros succès a eu lieu en 1973, avec le single One and One Is One, un hit numéro 3 sur le UK Singles Chart. Le groupe a enregistré six albums originaux.

## Membres
Pendant la majeure partie de sa carrière, le groupe était un duo comprenant :
- John Fiddler (né le 25 septembre 1947, dans la région de Moxley à Darlaston, Staffordshire, Angleterre) - (chanteur, guitariste, pianiste et batteur)[3] ;
- Peter Hope-Evans (né le 28 septembre 1947 à Brecon, Powys, Pays de Galles ) – (harmonica, guimbarde, guitariste et joueur d'arbalète)[3].

À différents moments, le groupe a intégré les musiciens suivants : Laurence Archer, Clive Edwards, Keith Relf, Tony Ashton, Roger Saunders, George Ford, John Davies, Rob Townsend et Morgan Fisher.

## Carrière
Fiddler et Hope-Evans se sont rencontrés alors qu'ils fréquentaient la Wednesfield Grammar School, à Wolverhampton, et plus tard la Stafford Art School, pour ensuite la quitter et commencer à se produire ensemble de manière informelle. Vers 1968, ils commencent à interpréter des chansons de blues et de rock and roll dans des pubs et des clubs de Birmingham et des environs. Le DJ radio John Peel voit Fiddler et Hope-Evans se produire au Lafayette Club et partage ensuite leur musique avec John Lennon, Eric Clapton et Pete Townshend. Sur l'insistance de Lennon, le duo est signé par Dandelion Records,.
L'enregistrement démo de His Guiding Hand sort en single, Peel le décrivant comme « le single le moins cher jamais réalisé ». Le premier album du duo, New Bottles Old Medicine, est enregistré en une seule session de deux heures, et ils tournent alors avec Peel à plusieurs de ses concerts, Peel les payant de ses propres frais. Leur deuxième album, Heavy on the Drum, est enregistré avec Keith Relf, anciennement des Yardbirds, en tant que producteur. Le single (And The) Pictures in the Sky est passé à la 22e place du UK Singles Chart en 1971. Celui-ci n'est pas inclus sur Heavy on the Drum, mais est rajouté aux rééditions CD de leur premier album, New Bottles Old Medicine. (And The) Pictures in the Sky est le premier hit du label Dandelion.
Hope-Evans quitte alors le groupe pendant plus d'un an et Fiddler, Relf (à la basse) et le batteur John Davies enregistrent le troisième album du groupe et le dernier sur Dandelion, Dark Side of the Moon. Il sort en 1972, l'année précédant l'album de Pink Floyd du même nom. Selon Nicholas Schaffner, Pink Floyd a brièvement changé le nom de leur album (qu'ils jouaient déjà en direct) en Eclipse, jusqu'à ce que l'album de Medicine Head se révèle être « un échec commercial ». Le morceau Only To Do What Is True apparait sur la compilation de 1972, There Is Some Fun Going Forward.
Medicine Head signe pour Polydor Records, et Hope-Evans revient pour l'album One & One Is One, produit par Tony Ashton et enregistré avec divers musiciens de session. La chanson titre devient le plus gros succès du groupe, atteignant le n°3 au Royaume-Uni en 1973, et suivi par Rising Sun (n°11). Pour l'album suivant, Thru' A Five, le duo s'aide régulièrement de Rob Townsend – ancien de Family – à la batterie, Roger Saunders à la guitare et George Ford à la basse. L'album présente la chanson Slip and Slide influencée par Slim Harpo, qui devient le dernier hit du groupe, atteignant la 22e place au Royaume-Uni en 1974. Malgré des tournées régulières, souvent en première partie, Medicine Head n'a jamais réussi à placer un album dans le UK Albums Chart. Pour leur dernier album, Two Man Band, enregistré aux Eel Pie Studios de Pete Townshend, ils redeviennent un duo. Medicine Head a définitivement disparu en 1977.
En 2005, Angel Air sort l'album Don't Stop The Dance . Il s'agit alors d'un album "perdu", compilant quelques singles d'une période infructueuse avec le label WWA, et quelques sessions inédites avec le groupe en cinq morceaux. En mars 2007, le premier album de Medicine Head, New Bottles, Old Medicine est réédité sur CD par Cherry Red Records. En mai 2009, Cherry Red publie également One And One Is One – The Very Best Of Medicine Head. Fiddler sort des albums solo après la séparation du groupe, mais relance le nom de Medicine Head pour Fiddlersophical en 2011.

## Discographie

### Albums
- New Bottles, Old Medicine (1970)
- Heavy on the Drum (1971)
- Dark Side of the Moon (1972)
- One & One Is One (1973)
- Thru a Five (1974)
- Medicine Head (1976)
- Two Man Band (1976)
- Live at the Marquee (2001)
- Don't Stop the Dance (2005)
- Only the Roses (2005)
- BBC Radio Sessions (2010)
- Fiddlersophical (2011)[8]

### Simple
- His Guiding Hand (1969)
- Coast to Coast (And Shore to Shore) (1970)
- (And The) Pictures in the Sky (1971)
- How Does It Feel/Morning Light (1972)
- Only to Do What Is True (1972)
- Kum On/On the Land (1972)
- One and One Is One (1973)
- Rising Sun (1973)
- Slip and Slide (1974)
- Mama Come Out (1974)
- (It's Got to Be) Alright (1974)
- It's Natural (1976)
- Me and Suzie Hit the Floor (1976)